# The Mills Brothers

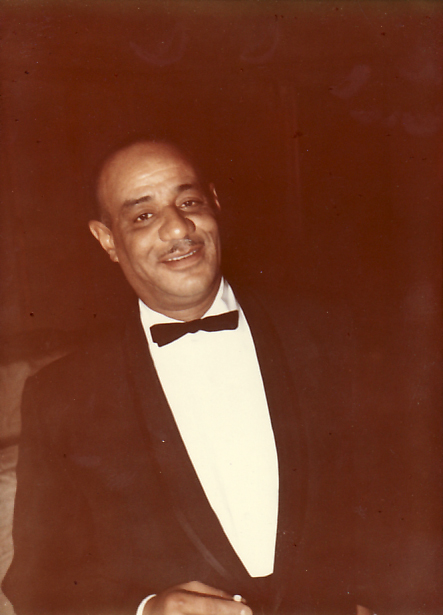
Donald Mills (1966)

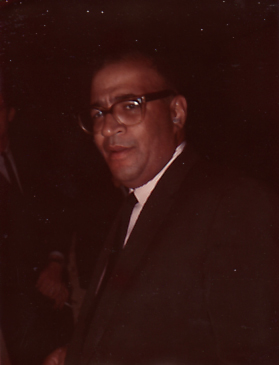
Harry Mills (1966)

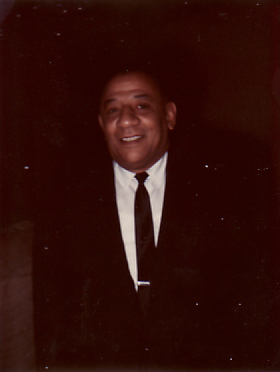
Herbert Mills (1966)

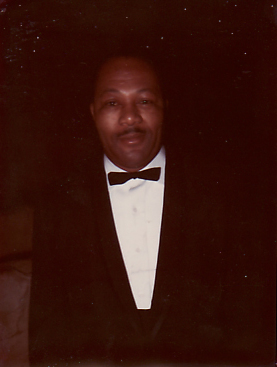
Norman Brown (1966)

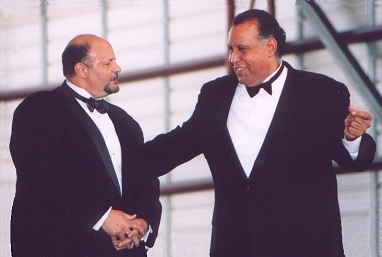
The Mills Brothers (w składzie: John III Mills, Elmer Hopper, 2005)

The Mills Brothers – jazzowo-popowy kwartet wokalny, założony w 1928 roku przez 4 braci: Johna Jr., Herberta, Harry'ego i Donalda Millsów, z pochodzenia Afroamerykanów. Bracia stworzyli ponad 2000 nagrań, które zostały sprzedane w ponad 50 mln egzemplarzy.
Pierwotny skład zespołu ulegał zmianom. Po śmierci Johna Juniora w 1936 roku na gruźlicę jego miejsce zajął jego ojciec, John Senior. Wówczas do zespołu dołączył także gitarzysta Norman Brown. W 1957 John Sr. przestał występować i odtąd grupa stanowiła trio i z gitarzystą Normanem Brownem. W 1982 roku zmarł Harry; Herbert i Donald występowali do śmierci Herberta w 1989. Następnie do Donalda dołączył jego syn, John III. Po śmierci Donalda (1999) John III występuje pod szyldem "The Mills Brothers" wraz z Elmerem Hopperem z grupy The Platters.
W początkowej karierze w latach 30. czy 40. bracia imitowali instrumenty takie jak tuba, saksofon, trąbka.

## Założyciele zespołu[2]
- John (ur. 19 października 1910; zm. 24 stycznia 1936),
- Herbert (ur. 2 kwietnia 1912; zm. 12 kwietnia 1989),
- Harry (ur. 19 sierpnia 1913; zm. 28 czerwca 1982),
- Donald (ur. 29 kwietnia 1915; zm. 13 listopada 1999).

## Popularność
- Single "Tiger Rag", "Chinatown, My Chinatown", "You Rascal You", "Out For No Good", "Moanin’ For You" i "Caravan" trafiły do soundtracku gry Mafia[3].
- Ich nagranie "Smoke Rings" pojawia się w filmie Dziękujemy za palenie[4].

## Dyskografia

### Albumy
- Famous Barber Shop Ballads Volume One (Decca, 1946)
- Famous Barber Shop Ballads Volume Two (Decca, 1949)
- Souvenir Album (Decca, 1950)
- Wonderful Words (Decca, 1951)
- Meet the Mills Brothers (Decca, 1953)
- Four Boys and a Guitar (Decca, 1954)
- Louis Armstrong and the Mills Brothers (Decca, 1954)
- Singin' and Swingin' (Decca, 1956)
- Memory Lane (Decca, 1956)
- One Dozen Roses (Decca, 1957)
- The Mills Brothers in Hi-Fi: Barbershop Ballads (Decca, 1958)
- In a Mellow Tone (Vocalion, 1958)
- Mmmm...The Mills Brothers (Dot, 1958)
- Great Hits (Dot, 1958)
- Sing (London, 1959)
- Merry Christmas (Dot, 1959)
- Greatest Barbershop Hits (Dot, 1959)
- Let Me Call You Sweetheart (Dot, 1959)
- Great Hits (Dot, 1958)
- Glow with the Mills Brothers (Decca, 1959)
- Harmonizin' With (Decca, 1959)
- Barbershop Harmony (Decca, 1960)
- San Antonio Rose (Dot, 1961)
- Yellow Bird (Dot, 1961)
- Great Hawaiian Hits (Dot, 1961)
- Sing Beer Barrel Polka and Other Golden Hits (Dot, 1962)
- The End of the World (Dot, 1963)
- Say Si Si (Dot, 1964)
- Gems by the Mills Brothers (Dot, 1964)
- Sing for You (Hamilton, 1964)
- The Mills Brothers Today! (Dot, 1965)
- The Mills Brothers in Tivoli (Dot, 1966)
- These Are the Mills Brothers (Dot, 1966)
- Anytime! (Pickwick, 1967)
- The Board of Directors z  Countem Basie (Dot, 1967)
- London Rhythm (Ace of Clubs, 1967)
- The Board of Directors Annual Report z Countem Basie (Dot, 1968)
- My Shy Violet (Dot, 1968)
- Fortuosity with Sy Oliver (Dot, 1968)
- Dream a Little Dream of Me (Pickwick, 1968)
- Till We Meet Again (Pickwick, 1968)
- Dream (Dot, 1969)
- The Mills Brothers in Motion (Dot, 1969)
- Cab Driver, Paper Doll, My Shy Violet (Pickwick, 1969)
- No Turnin' Back (Paramount, 1970)
- What a Wonderful World (Paramount, 1972)
- A Donut and a Dream (Paramount, 1972)
- Louis and the Mills Brothers (MCA Coral, 1973)
- Half a Sixpence with Count Basie (Vogue, 1973)
- Opus One (Rediffusion, 1973)
- Cab Driver (Ranwood, 1974)
- Inspiration (ABC Songbird, 1974)
- 50th Anniversary (Ranwood, 1976)
- The Mills Brothers (Pickwick, 1976)
- Command Performance! (Ranwood, 1981)
- Copenhagen '81 (51 West, 1981)

### Wybrane single
- "Chinatown, My Chinatown"
- "Tiger Rag"
- "Dinah"
- "Goodbye Blues"
- "How'm I Doin'? (Hey, Hey!)"
- "Baby Won't You Please Come Home"
- "You Rascal You“
- "My Romance/The Old Man of the Mountains"
- "Anytime, Anyday, Anywhere"
- "That's Georgia"
- "Jungle Fever"
- "Swing It, Sister"
- "Smoke Rings"
- "I Heard"
- "Put On Your Old Grey Bonnet"
- "Sleepy Head"
- "Lazybones"
- "Old Fashioned Love"
- "Miss Otis Regrets"
- "Sweeter Than Sugar"
- "Limehouse Blues"
- "Shuffle Your Feet"
- "Nobody's Sweetheart"
- "Rockin' Chair" –
- "Dedicated to You"
- "Flat Foot Floogie"
- "Paper Doll"
- "Cherry"
- "Wish Me Luck Amigo, (I Yi, Yi, Yi)"
- "Lazy River"
- "I'll Be Around"
- "Till Then"
- "You Always Hurt the One You Love"
- "I Wish"
- "Don't Be a Baby, Baby"
- "I Don't Know Enough About You"
- "I Guess I'll Get the Papers and Go Home"
- "Too Many Irons in the Fire"
- "Across the Alley from the Alamo"
- "You Never Miss The Water Til The Well Runs Dry"
- "Gloria"
- "Is It True What They Say About Dixie?"
- "You Tell Me Your Dream, I'll Tell You Mine"
- "I Love You So Much It Hurts"
- "I've Got My Love to Keep Me Warm"
- "Someday (You'll Want Me To Want You)"
- "If I Had My Way"
- "When You Were Sweet Sixteen"
- "Daddy's Little Girl"
- "Nevertheless"
- "Please Don't Talk About Me When I'm Gone"
- "Be My Life's Companion"
- "Glow Worm"
- "The Window Washer Man"
- "A Shoulder to Weep On"
- "Say Si Si"
- "Pretty Butterfly"
- "The Jones Boy"
- "She Was Five and He Was Ten"
- "You're Nobody Till Somebody Loves You"
- "Opus One"
- "In a Mellow Tone"
- "Smack Dab in the Middle"
- "Standing on the Corner"
- "Queen of the Senior Prom"
- "When I Lost You"
- "Yellow Bird"
- "April in Paris"
- "Blue and Sentimental"
- "My Shy Violet"
- "Cab Driver"
- "Sweet Georgia Brown"
- "My Gal Sal"
- "Tennessee Waltz"
- "Aincha Aincha Aincha"
- "I Got You"